# Bothynus entellus
Bothynus entellus är en skalbaggsart som beskrevs av Amédée Louis Michel Lepeletier och Jean Guillaume Audinet Serville 1828. Bothynus entellus ingår i släktet Bothynus och familjen Dynastidae. Inga underarter finns listade.